# Вілл Донкін
Вілльям Руперт Джеймс Донкін (китайське ім'я — Щень Дзюгуй) (кит.: 沈子貴 / англ. William Rupert James Donkin; нар. 26 грудня 2000, Оксфорд, Англія) — тайваньський та англійський футболіст, півзахисник клубу Прем'єр-ліги Мальти «Моста». Народився в Англії, але на міжнародному рівні виступає за збірну Китайського Тайбею.

## Клубна кар'єра
Народився в Оксфорді в родині батька-англійця та матері-китаянки. У дитинстві проживав в Амстердамі. Навчався в Ітонському коледжі та грав у 15-річному віці за шкільну Association 1st XI. Під час перебування в Ітоні представляв незалежні школи Англії (ISFA) у вікових категоріях U-14, U-15 та U-16.
У 9-річному віці опинився в академії «Барнета», а в 11-річному віці перебрався до «Челсі». Виступав за академію «Челсі» протягом п’яти років, вигравши численні нагороди, включаючи міжнародний турнір Прем’єр-ліги серед юнаків до 15 років, де відзначився голом у фінальному переможному (2:1) поєдинку проти Манчестер Сіті.
У березні 2017 року підписав контракт з «Крістал Пелес», де виступав за команду U-18, якій допоміг виграти південну лігу у своєму першому сезоні. 28 вересня 2019 року підписав контракт зі «Стабеком» з норвезької Елітесеріен, хоча й не мав права грати за першу команду до 1 січня 2020 року.
У вересні 2020 року підписав 1-річний контракт з представником мальтійської Прем'єр-ліги «Бальцан». Тричі виходив на поле з лави запасних у складі вище вказаного клубу, після чого відправився в оренду до завершення сезону до іншого представника Прем'єр-ліги Мальти, «Мости». 6 березня 2021 року відзначився першим голом на професіональному рівні, у переможному матчі проти «Сенглі Атлетік» (5:1).

## Кар'єра в збірній

### Юнацький рівень
7 жовтня 2018 року включений до списку гравців Китайського Тайбею (U-19) на юнацький (U-19) кубок Азії 2018. Відіграв кожну хвилину кампанії Китайського Тайбею на турнірі, яка закінчилася останнім місцем у груповому раунді та вибуттям з турніру.

### Національна збірна
У жовтні 2017 року стало відомо, що головний тренер збірної Тайваню Гері Вайт шукає європейських гравців із тайваньським корінням, щоб представляти збірну, а також запросив півзахисника «Росс Каунті» Тіма Чоу. У листопаді було оголошено, що Вілла також викликали після того, як він вразив на тренуванні молодіжної збірної країни. Дебютував за національну команлу у 16-річному віці, вийшовши на заміну на 85-й хвилині, але не зміг допомогти уникнути вильоту Тайваню з кваліфікації Кубку Азії від Туркменістану. Повернувся до національної збірної в грудні 2017 року на Міжнародному турнірі КТФА, де заслужив похвалу, оскільки виходив з лави запасних у всіх 3 іграх, загалом віддав 2 гольові передачі та одного разу влучив у перекладину.
У листопаді 2018 року викликаний до складу китайського Тайбею на другий раунд кваліфікації чемпіонату Східної Азії 2019 року.
Тайванські вболівальники дали Донкіну прізвисько «Хлопчик-пончик» через те, як його прізвище перекладається мандаринською.

## Статистика виступів

### У збірній
Станом на 19 листопада 2019
| Національна збірна | Рік     | Матчі | Голи |
| ------------------ | ------- | ----- | ---- |
| Китайський Тайбей  | 2017    | 4     | 0    |
| Китайський Тайбей  | 2018    | 7     | 0    |
| Китайський Тайбей  | 2019    | 7     | 0    |
| Китайський Тайбей  | Загалом | 18    | 0    |